# زادة
زادة (بالبرتغالية: Zada‏) هو لاعب كرة قدم برازيلي في مركز الوسط، ولد في 21 مايو 1977 في ريو دي جانيرو في البرازيل. لعب مع أكاديميكا كويمبرا وبي إس إم إس ميدان ونادي أفاي ونادي أوداكس ريو ونادي فاسكو دا غاما ونادي فورتاليزا.

## وصلات خارجية
- زادة على موقع قاعدة بيانات كرة القدم.إي يو (الإنجليزية)
- زادة على موقع Soccerway.com (الإنجليزية)